# Christian Penigaud
Christian Penigaud (Poitiers, 27 februari 1964) is een voormalig Frans volleyballer en beachvolleyballer. In die laatste discipline won hij met Jean-Philippe Jodard het eerste Europees kampioenschap en nam hij deel aan twee opeenvolgende Olympische Spelen.

## Carrière
Voordat Penigaud met beachvolleybal begon was hij actief in de zaal. In 1988 zat hij in de selectie van de nationale ploeg en in clubverband speelde hij achtereenvolgens bij Montepellier VUC en SPVB uit Poitiers. Als beachvolleyballer debuteerde hij in 1990 in eigen land met Jodard in de FIVB World Tour; in Sète eindigde het duo als vierde. Het jaar daarop namen ze deel aan zes internationale toernooien. Ze boekten in Almería hun eerste en enige toernooiwinst op mondiaal niveau en behaalden verder twee vierde (Sydney en Cap d'Agde) en twee vijfde plaatsen (Yokohama en Cattolica). Een jaar later deed het duo mee aan vijf wedstrijden in de World Tour met onder meer een derde plaats in Enoshima en een vijfde plaats in Almería als resultaat. In 1993 wonnen Penigaud en Jodard in Almería het eerste Europese kampioenschap beachvolleybal door de Noren Jan Kvalheim en Bjørn Maaseide in de finale te verslaan. Bij de Wereldspelen in Scheveningen wonnen ze eveneens de gouden medaille, nu ten koste van de Australiërs Andy Burdin en Julien Prosser. Daarnaast eindigden ze in het vervolg van het FIVB-seizoen als negende in Enoshima, als zevende in Miami en als achtste in Rio de Janeiro. Het daaropvolgende seizoen haalden ze bij zes toernooien twee keer het podium; in Marseille werden ze tweede en in Carolina derde. Bij de Goodwill Games in Sint-Petersburg op plek zes.
In het seizoen 1995/96 waren Penigaud en Jodard actief op zeventien internationale toernooien. Ze kwamen daarbij tot twee vierde (Hermosa Beach en Enoshima) en drie zevende plaatsen (Berlijn, Tenerife en Rio de Janeiro). In 1996 nam het duo in aanloop naar de Spelen in Atlanta waarvoor het zich als twaalfde geplaatst had deel aan vijf wedstrijden in de World Tour met een vierde plaats in Marseille en een vijfde plaats in Berlijn als resultaat. Bij het eerste olympische beachvolleybaltoernooi verloren ze in de tweede ronde van het Braziliaanse duo Zé Marco en Emanuel Rego, waarna ze in de tweede ronde van de herkansing werden uitgeschakeld door Prosser en Lee Zahner uit Australië en als dertiende eindigden. Na afloop deed Penigaud met twee andere partners mee aan drie FIVB-toernooien. In 1997 vormde hij tot september een duo met Thierry Glowacz. Bij zes toernooien op mondiaal niveau kwamen ze niet verder dan twee zeventiende plaatsen. Vervolgens keerde Penigaud terug aan de zijde van Jodard. Ze werden zevende bij de Tenerife Open en namen deel aan de eerste wereldkampioenschappen beachvolleybal in Los Angeles, waar ze in de eerste ronde werden uitgeschakeld door de Brazilianen Paulo Emilio Silva Azevedo en Paulo Roberto Moreira da Costa. Ze sloten het jaar af met een vijf-en-twintigste plaats in Fortaleza.
Het daaropvolgende seizoen deed het tweetal mee aan elf toernooien waarbij ze drie negende plaatsen behaalden (Lignano, Marseille en Klagenfurt). In 1999 waren ze actief op twaalf reguliere toernooien met twee negende plaatsen als beste resultaat (Mar del Plata en Moskou). Bij de WK in eigen land verloren Penigaud en Jodard in de tweede ronde van de Spanjaarden Javier Bosma en Fabio Díez waarna ze in de derde herkansingsronde werden uitgeschakeld door het Italiaanse duo Maurizio Pimponi en Andrea Raffaelli. Bij de EK in Palma de Mallorca eindigden ze verder als negende. Het jaar daarop kwamen ze bij dertien wedstrijden in de World Tour niet verder dan twee negende plaatsen op Tenerife en in Lignano. Daarnaast deed het duo mee aan de Olympische Spelen in Sydney. In de eerste ronde was het Canadese tweetal John Child en Mark Heese te sterk, waarna de herkansing verloren ging tegen de Amerikanen Kevin Wong en Robert Heidger. Na afloop van de Spelen beëindigde Penigaud zijn sportieve carrière.

## Palmares
Kampioenschappen
- 1993:  EK
- 1993:  Wereldspelen

FIVB World Tour
- 1991:  Almería Open
- 1992:  Enoshima Open
- 1994:  Marseille Open
- 1994:  Carolina Open